# Jason Miller (acteur)
John Anthony Miller (Long Island City, New York, VS 22 april 1939 – Scranton, Pennsylvania, VS, 13 mei 2001) was een Amerikaans acteur.
Miller is wellicht het bekendst dankzij zijn rol als Father Damien Karras in The Exorcist. Ook was hij jaren later te zien in The Exorcist III.
Karakteracteur en scriptschrijver Miller had verschillende baantjes, voordat hij aan zijn schrijverscarrière begon. Hij schreef zelfs zijn eigen stuk: That Championship Season, waar hij een Pulitzer Prize Award en een Tony voor ontving. Begin jaren 70 stopte hij met schrijven om te gaan acteren. Voor zijn rol in The Exorcist kreeg hij een Oscar-nominatie voor Beste Mannelijke Bijrol. In 1982 regisseerde hij de film That Championship Season, gebaseerd op zijn eigen toneelstuk.
Miller stierf op het toneelpodium tijdens een repetitie aan een zware hartaanval.

## Filmografie
- The Exorcist (1973) - Eerwaarde Damien Karras
- The Nickel Ride (1974) - Cooper
- A Home of Our Own (Televisiefilm, 1975) - Eerwaarde William Wasson
- El perro (1976) - Aristides Ungria
- F. Scott Fitzgerald in Hollywood (Televisiefilm, 1976) - F. Scott Fitzgerald
- Des teufels Advokat (1977) - Dr. Aldo Meyer
- The Dain Curse (Mini-serie, 1978) - Owen Fitzstephan
- Vampire (Televisiefilm, 1979) - John Rawlins
- The Henderson Monster (Televisiefilm, 1980) - Dr. Tom Henderson
- The Ninth Configuration (1980) - Lt. Frankie Reno
- Marilyn: The Untold Story (Televisiefilm, 1980) - Arthur Miller
- The Best Little Girl in the World (Televisiefilm, 1981) - Clay Orlovsky
- Monsignor (1982) - Don Vito Appolini
- That Championship Season (1982) (regie)
- Toy Soldiers (1984) - Sarge
- A Touch of Scandal (Televisiefilm, 1984) - Garrett Locke
- Light of Day (1987) - Benjamin Rasnick
- Deadly Care (Televisiefilm, 1987) - Dr. Miles Keefer
- Night Heat Televisieserie - Officer Jack Narin (Afl., All the King's Horses, 1987)
- The Exorcist III (1990) - Patient X (eerwaarde Damien Karras)
- Small Kill (1992) - Mikie
- Rudy (1993) - Ara Parseghian
- Murdered Innocence (1995) - Det. Rollins
- Mommy (1995) - Lt. March
- Trance (1998) - De dokter
- Slice (2000) - Rol onbekend
- Paradox Lake (2002) - Rol onbekend
- Finding Home (2003) - Lester Brownlow